# Gary Darrell
Gary Owen Darrell (Hamilton, 10 gennaio 1947) è un allenatore di calcio ed ex calciatore bermudiano, di ruolo centrocampista e difensore.

## Carriera

### Calciatore

#### Club
In patria gioca nei Wellington Rovers e nei Devonshire Colts, vincendo con questi ultimi un campionato nella stagione 1971-1972.
Trasferitosi in Canada, milita con il Montréal Olympique dal 1972 al 1973 nella North American Soccer League, non riuscendo con la sua squadra a superare la fase a gironi in entrambe le stagioni.
Nella stagione 1974 passa ai neonati Washington Diplomats. Giocò con la franchigia capitolina dal 1974 al 1980, non ottenendo però mai risultati di rilievo, raggiungendo al massimo gli ottavi di finale del torneo.
All'arrivo del nuovo allenatore dei Diplomats Gordon Bradley nella stagione 1978 viene inizialmente relegato tra le riserve, per essere impiegato come difensore dall'ottava giornata a causa delle numerose assenze in quella zona del campo.

#### Nazionale
Ha giocato nella nazionale di calcio di Bermuda, con cui raggiunge il secondo posto nei V Giochi panamericani, in cui giocò anche la finale del torneo persa contro il Messico.

### Allenatore
Dal 1989 ha guidato la nazionale di calcio delle Bermuda, comprese le qualificazioni al campionato mondiale di calcio 1994 della zona CONCACAF. Nel 2012 è il selezionatore dell'under-20 bermudiana.
Svolge anche il ruolo di assistente allenatore con i Bermuda Hogges.

## Palmarès
- Campionato bermudiano di calcio: 1

Devonshire Colts: 1971-1972